# NGC 5988
NGC 5988 é uma galáxia espiral (Scd) localizada na direcção da constelação de Serpens. Possui uma declinação de +10° 17' 35" e uma ascensão recta de 15 horas, 44 minutos e 33,8 segundos.
A galáxia NGC 5988 foi descoberta em 17 de Abril de 1887 por Lewis A. Swift.